# Lotte Verbeek
Lotte Verbeek (Venlo, Limburgo; 24 de junio de 1982) es una actriz neerlandesa. Se hizo famosa por su participación en la película Nothing Personal y por su papel como Giulia Farnese en la serie The Borgias.

## Biografía
Habla con fluidez inglés, alemán y francés.

## Carrera
En 2009 se unió al elenco de la película Nothing Personal, donde interpretó a la viuda Anne; por su actuación recibió un premio Leopard en la categoría de mejor actriz durante el Festival Internacional de Cine de Locarno  y también recibió un premio por mejor actriz durante el festival de cine de Marrakech, ambos en el mismo año.
En 2010 recibió el premio Shooting Stars, el cual se otorga a actores nuevos. En 2011 se unió al elenco principal de la serie The Borgias, donde interpretó a Giulia Farnese, hasta el final de la serie en 2013. En 2014 se unió al elenco recurrente de la serie Outlander, donde interpretó a Geillis Duncan. En octubre de 2015, se anunció que se uniría al elenco regular de la segunda temporada de la serie Agent Carter para dar vida al personaje de Ana Jarvis.

## Filmografía

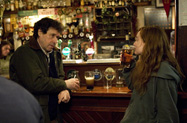
Escena de la película Nothing Personal.

### Televisión
| Año             | Título              | Personaje        | Notas                             |
| --------------- | ------------------- | ---------------- | --------------------------------- |
| 2018 - presente | Counterpart         | Secretaria       | 4 episodios                       |
| 2014 - presente | Outlander           | Geillis Duncan   | 8 episodios                       |
| 2016 - 2020     | The Blacklist       | Katarina Rostova |                                   |
| 2016            | Agent Carter        | Ana Jarvis       | 7 episodios                       |
| 2011 - 2013     | The Borgias         | Giulia Farnese   | 20 episodios                      |
| 2010            | De co-assistent     | Sandra           | Episodio: "Twee keuzes"           |
| 2010            | De Troon            | Pauline          | Episodio: "Drie koningen"         |
| 2008            | Moes                | Mona             | Miniserie                         |
| 2007            | Spoorloos verdwenen | Carlie de Heer   | Episodio: "De verdwenen stuurman" |

### Cine
| Año  | Título                  | Personaje            | Notas |
| ---- | ----------------------- | -------------------- | --- |
| 2020 | The Book of Vision      | Eva / Elizabeth      | junto a Charles Dance y Sverrir Gudnason                                                                          |
| 2015 | The Last Witch Hunter   | Helena               | Junto a Vin Diesel, Rose Leslie, Elijah Wood, Michael Caine, Rena Owen, Julie Engelbrecht y Ólafur Darri Ólafsson |
| 2015 | Division 19             | Aisha                | Junto a Will Rothhaar, Clarke Peters y Tevis R. Marcum                                                            |
| 2014 | Bajo la misma estrella  | Lidewij Vliegenthart | Junto a Shailene Woodley, Ansel Elgort, Willem Dafoe, Nat Wolff, Laura Dern y Sam Trammell                        |
| 2013 | In jouw naam            | Els                  | Junto a Barry Atsma, Sytske van der Ster y Leny Breederveld                                                       |
| 2012 | Suspension of Disbelief | Therese/Angelique    | Junto a Emilia Fox, Melia Kreiling, Eoin Macken, Sebastian Koch y Emil Lager                                      |
| 2011 | Süskind                 | Hanna Süskind        | Junto a Tygo Gernandt y Jeroen Spitzenberger                                                                      |
| 2010 | Le ragazze dello swing  | Judith Lescano       | Junto a Sergio Assisi, Andrea Osvárt y Elise Schaap                                                               |
| 2009 | Barbosa                 | -                    | - |
| 2009 | Nothing Personal        | Anne                 | Junto a Stephen Rea                                                                                               |
| 2008 | Links                   | Stella/Esther/Lucy   | Junto a Jeroen van Koningsbrugge                                                                                  |

### Teatro
| Año  | Obra                           | Personaje | Director | Teatro | Notas |
| ---- | ------------------------------ | --------- | -------- | ------ | ----- |
| 2009 | Maria Magdalena Van Wayb Traub | —         | —        | —      | —     |

## Premios y nominaciones
| Año  | Categoría    | Premio                                | Trabajo nominado | Resultado |
| ---- | ------------ | ------------------------------------- | ---------------- | --------- |
| 2009 | Best Actress | Golden Calf Award                     | Nothing Personal | Nominada  |
| 2009 | Best Actress | Silver Leopard Award                  | Nothing Personal | Ganadora  |
| 2009 | Best Actress | Marrakech International Film Festival | Nothing Personal | Ganadora  |